# Galulatherium
Galulatherium é um gênero extinto de mamífero, possivelmente um membro da subordem Gondwanatheria, do Cretáceo Superior (idades Turoniano-Campaniano) da formação Galula [en], na Tanzânia. É conhecido apenas pelo espécime-tipo TNM 02067, uma mandíbula (maxilar inferior) fóssil fragmentada. O osso curto e profundo tem cerca de 19,5 mm de comprimento, mas a parte posterior está quebrada. Ele contém um grande incisivo inclinado para frente com uma raiz que se estende profundamente no maxilar, separado por um diastema de cinco dentes molares. Muito pouco resta dos dentes, mas o suficiente para determinar que são hipsodontes (de coroa alta). O terceiro dente molar é o maior, e as raízes dos dentes são curvas. Descrito pela primeira vez em 2003, o TNM 02067 foi identificado provisoriamente como um membro da subfamília Sudamericidae [en] — uma família extinta de mamíferos da subordem Gondwanatheria de coroa alta, conhecida da América do Sul, Madagascar, Índia e Antártida. Se for realmente um membro da subordem Gondwanatheria, seria o único membro africano do grupo e possivelmente o mais antigo. Os autores não descartaram outras possibilidades, como o maxilar representar algum grupo de mamíferos conhecido apenas do Cenozoico (menos de 66 milhões de anos atrás). Em 2019, o fóssil foi escaneado por tomografia computadorizada, revelando detalhes adicionais do espécime.

## Descoberta e contexto
Galulatherium foi descoberto em 2002 na localidade TZ-07, na região de Beia, no sudoeste da Tanzânia, que também forneceu restos de outros vertebrados, incluindo aves e dinossauros da ordem Saurischia. A descoberta foi relatada em um artigo de 2003 por David Krause e colegas. A TZ-07 está na "Unidade de Arenito Vermelho" (RSU), uma unidade rochosa informal e pouco definida. As estimativas de idade para a RSU variaram do Jurássico Médio ao Mioceno, mas, segundo Krause e colegas, parte dessa discrepância resulta da confusão entre duas unidades rochosas superficialmente semelhantes que afloram nas proximidades; a mais antiga, onde a TZ-07 está localizada, é inequivocamente do Mesozoico, e a mais recente é do Cenozoico. A primeira foi posteriormente identificada como a formação Galula do Cretáceo Médio-Superior, e a última como a formação Nsungwe [en] do Oligoceno. Com base na presença de dinossauros não aviários e peixes da superordem Osteoglossomorpha, Krause e colegas atribuíram TZ-07 ao Cretáceo (146–66 milhões de anos atrás). Em 2007, Nancy Stevens e colegas identificaram a unidade que produziu o TNM 02067 como provavelmente pertencente à parte média do Cretáceo (aproximadamento do Aptiano ao Cenomaniano). O TNM 02067 é significativo como um dos poucos mamíferos do Cretáceo dos continentes do sul (Gondwana).

## Descrição

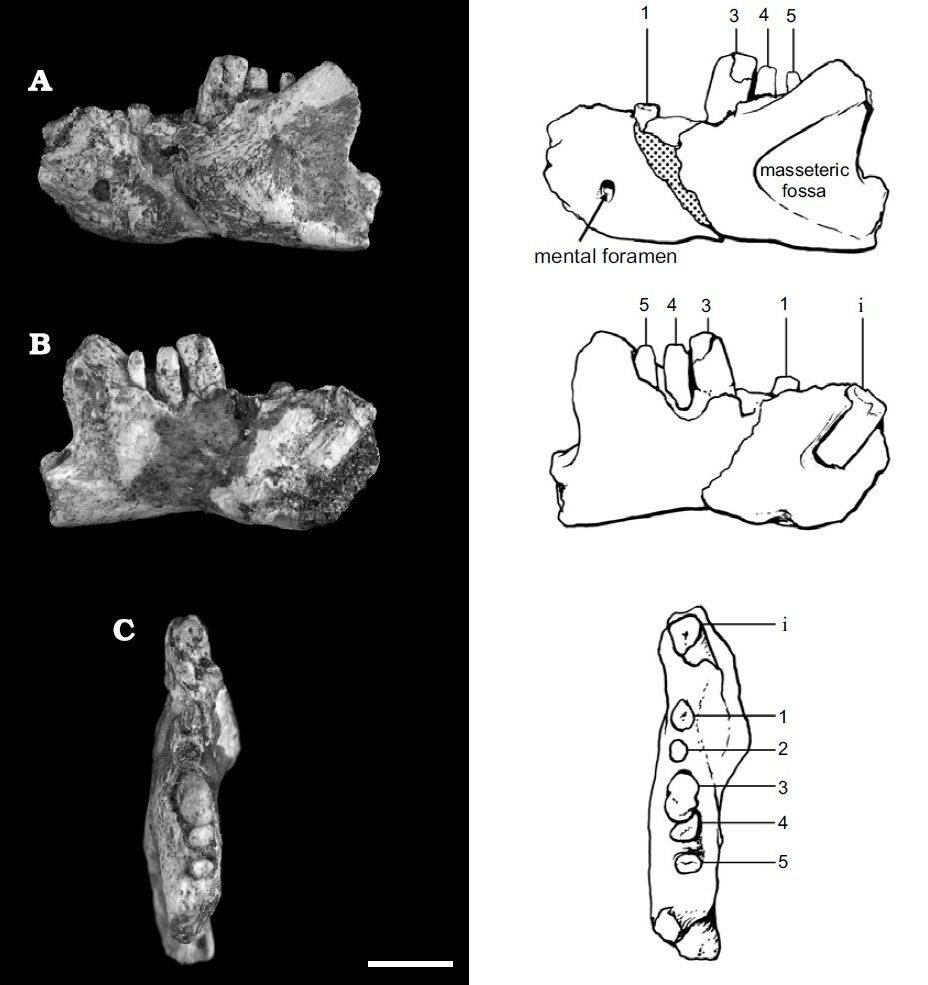
Fotografias e ilustrações do TNM 02067 em vistas lingual (A), labial (B) e oclusal (C). Escala = 5 mm.

O TNM 02067 é uma mandíbula esquerda parcial danificada. Ele preserva grande parte do corpo do osso, que é curto e profundo, mas está quebrado ao longo de uma fratura vertical atrás da fileira de dentes. Há outra fratura na parte frontal do maxilar. O osso mede 19,5 mm de comprimento e 11,4 mm de profundidade. Todos os dentes estão incompletos ou ausentes, sem esmalte dentário ou cemento, mas o que resta indica que havia um grande incisivo na frente e cinco dentes molares mais atrás, separados por um diastema de cerca de 2,5 mm. Na superfície labial (externa) da mandíbula, há um grande forame mentual. A sínfise mandibular, onde as duas metades do maxilar inferior se encontram, está mal preservada, mas não há indícios de que as mandíbulas esquerda e direita fossem fundidas. A margem inferior do osso é convexa na frente, mas côncava mais atrás, de modo que a profundidade da mandíbula é de 8,3 mm abaixo do diastema, mas apenas 7,0 mm abaixo do terceiro dente molar. A origem do processo coronoide, uma projeção na parte posterior da mandíbula, está posicionada bem à frente.
O grande incisivo é inclinado para frente, e sua raiz — a única parte do dente preservada — forma um ângulo de cerca de 55° com a horizontal. Na ponta do alvéolo dentário, onde o dente emerge do osso, ele mede 3,0 mm de altura e 2,1 mm de largura. A raiz se estende pela mandíbula até uma posição abaixo do terceiro dente molar. Apenas as raízes do primeiro e segundo dentes molares estão preservadas. Ambos têm cerca de 1,5 mm de diâmetro, mas o primeiro dente pode ter sido ligeiramente menor que o segundo. O terceiro dente, o maior dos dentes molares, tem a raiz ligeiramente curvada para trás. Essa raiz está profundamente ancorada na mandíbula, estendendo-se por cerca de três quartos do osso. A coroa está preservada na forma de um coto de dentina, com 2,3 mm de comprimento e 1,9 mm de largura, que se estende acima da mandíbula, indicando que o dente era hipsodonte (de coroa alta). Estruturas altas de dentina também permanecem do quarto e quinto dentes molares. O quarto é aproximadamente do mesmo tamanho que o primeiro e o segundo, e o quinto é menor, com um diâmetro de cerca de 1,0 mm. O quarto dente molar também tem uma raiz longa e curva, que se estende por mais da metade da mandíbula, e a do quinto dente é ainda menor e mais curta. A orientação das raízes e dos dentes indica que todos os dentes eram de raiz única.

## Identidade
A mandíbula se assemelha superficialmente ao de vários outros grupos de mamíferos com incisivos aumentados, como roedores, lagomorfos, hiracoides, vombates, aie-aie, e os extintos da família Apatemyidae [en], da subordem Tillodontia [en] e da ordem Taeniodonta [en] — todos conhecidos apenas do Cenozoico, há menos de 66 milhões de anos. Krause e colegas não descartaram a possibilidade de que o TNM 02067 represente um membro inicial de algum desses grupos ou um grupo de mamíferos desconhecido. No entanto, apenas dois grupos de mamíferos mesozoicos se assemelham ao TNM 02067: membros da subordem Gondwanatheria; e multituberculados nas superfamílias Djadochtatherioidea [en] e Taeniolabidoidea [en]. Os multituberculados ocorreram do Cretáceo Superior ao Paleogeno dos continentes do norte (Laurásia), e os membros da subordem Gondwanatheria, um grupo enigmático de afinidades evolutivas incertas, são conhecidos do Cretáceo Superior ao Paleogeno de Gondwana, com formas como Gondwanatherium [en], Sudamerica [en] (ambos da Argentina),  Lavanify (Madagascar) e Bharattherium [en] (Índia).
Nenhum multituberculado é conhecido por ter dentes hipsodontes, nenhum tem mais de dois dentes molariformes em uma única fileira de dentes, e a maioria possui dentes grandes e em forma de lâmina. No entanto, a forma dos restos do terceiro dente molar do TNM 02067 sugere que não era um dente em forma de lâmina e que pelo menos os últimos três dentes molares eram provavelmente molariformes. Nesses aspectos, o TNM 02067 se assemelha aos membros da subordem Gondwanatheria da família Sudamericidae, e Krause e colegas o identificaram provisoriamente como pertencente a essa família, principalmente com base em seus dentes hipsodontes. Krause e colegas compararam a mandíbula em detalhes com a de Sudamerica, o único outro membro da subordem Gondwanatheria para o qual um fragmento substancial do maxilar era conhecido. Sudamerica tem apenas quatro, não cinco, dentes molares (todos molariformes), um incisivo mais alto e estreito com uma raiz que se estende mais pela mandíbula, e um diastema mais curto; em todos esses aspectos, o TNM 02067 é mais primitivo. Além disso, o forame mentual do TNM 02067 está localizado mais abaixo, e os dentes molares variam mais em tamanho.
Se for realmente um membro da subordem Gondwanatheria, Galulatherium amplia a distribuição geográfica conhecida do grupo para outra parte de Gondwana, o continente africano. A idade incerta da localidade TZ-07 dificulta uma avaliação precisa da significância do TNM 02067. Ele pode ser mais antigo que o membro da subordem Gondwanatheria mais velho anteriormente conhecido, Gondwanatherium (Campaniano). Também tem implicações para a hipótese de que a África esteve isolada do resto de Gondwana desde uma data precoce — já no Cretáceo Inferior — e, consequentemente, tinha uma fauna distinta do resto de Gondwana durante grande parte do Cretáceo, pois pode estar intimamente relacionado aos membros da família Sudamericidae da América do Sul, Índia, Madagascar e Antártida, um grupo altamente derivado.